# Philocaenus warei
Philocaenus warei är en stekelart som beskrevs av Van Noort 1994. Philocaenus warei ingår i släktet Philocaenus och familjen fikonsteklar.
Artens utbredningsområde är:
- Guinea.
- Malawi.
- Zambia.
- Zimbabwe.

Inga underarter finns listade i Catalogue of Life.